# Meus Prêmios Nick 2010
O Meus Prêmios Nick 2010 foi a décima primeira edição da premiação Meus Prêmios Nick. Ocorreu no Rio de Janeiro, no Citibank Hall, dia 23 de setembro e em São Paulo, no Credicard Hall, no dia 30 de setembro, às 20 horas. Pela Nickelodeon Brasil, esta edição foi apresentada pelos vacalistas Di Ferrero da banda (NX Zero) e Lucas, integrante da banda Fresno.

## Vencedores e indicados

### Programa de TV Favorito
| Indicado    | Resultado | País           |
| ----------- | --------- | -------------- |
| iCarly      | Venceu    | Estados Unidos |
| Acesso MTV  | Indicado  | Brasil         |
| Isa TK+     | Indicado  | Colômbia       |
| Malhação ID | Indicado  | Brasil         |

### Atriz Favorita
| Indicado                | Programa        | Resultado | País      |
| ----------------------- | --------------- | --------- | --------- |
| María Gabriela de Faría | Isa TK+         | Venceu    | Venezuela |
| Alinne Moraes           | Viver a Vida    | Indicado  | Brasil    |
| Cristiana Peres         | Malhação ID     | Indicado  | Brasil    |
| Fernanda Vasconcellos   | Tempos Modernos | Indicado  | Brasil    |

### Ator Favorito
| Indicado        | Programa             | Resultado | País   |
| --------------- | -------------------- | --------- | ------ |
| Mateus Solano   | Viver a Vida         | Venceu    | Brasil |
| Cauã Reymond    | Passione             | Indicado  | Brasil |
| Fiuk            | Malhação ID          | Indicado  | Brasil |
| Jayme Matarazzo | Escrito nas Estrelas | Indicado  | Brasil |

### Desenho Favorito
| Indicado                  | Resultado | País           |
| ------------------------- | --------- | -------------- |
| Bob Esponja               | Venceu    | Estados Unidos |
| Os Padrinhos Mágicos      | Indicado  | Estados Unidos |
| Phineas e Ferb            | Indicado  | Estados Unidos |
| Os Pinguins de Madagascar | Indicado  | Estados Unidos |

### Artista Internacional Favorito
| Indicado         | Resultado | País           |
| ---------------- | --------- | -------------- |
| Justin Bieber    | Venceu    | Canadá         |
| Lady Gaga        | Indicado  | Estados Unidos |
| Miranda Cosgrove | Indicado  | Estados Unidos |
| Taylor Lautner   | Indicado  | Estados Unidos |

### Cantora Favorita
| Indicado       | Resultado | País   |
| -------------- | --------- | ------ |
| Cláudia Leitte | Venceu    | Brasil |
| Ivete Sangalo  | Indicado  | Brasil |
| Sandy          | Indicado  | Brasil |
| Pitty          | Indicado  | Brasil |

### Cantor Favorito
| Indicado       | Resultado | País   |
| -------------- | --------- | ------ |
| Luan Santana   | Venceu    | Brasil |
| Diego Silveira | Indicado  | Brasil |
| Di Ferrero     | Indicado  | Brasil |
| Samuel Rosa    | Indicado  | Brasil |

### Banda Favorita
| Indicado | Resultado | País   |
| -------- | --------- | ------ |
| NX Zero  | Venceu    | Brasil |
| Cine     | Indicado  | Brasil |
| Fresno   | Indicado  | Brasil |
| Pitty    | Indicado  | Brasil |

### Música do Ano
| Indicado       | Artista      | Resultado | País   |
| -------------- | ------------ | --------- | ------ |
| "Meteoro"      | Luan Santana | Venceu    | Brasil |
| "A Usurpadora" | Cine         | Indicado  | Brasil |
| "Fracasso"     | Pitty        | Indicado  | Brasil |
| "Só Rezo"      | NX Zero      | Indicado  | Brasil |

### Revelação Musical
| Indicado     | Resultado | País   |
| ------------ | --------- | ------ |
| Caps Lock    | Venceu    | Brasil |
| Hori         | Indicado  | Brasil |
| Luan Santana | Indicado  | Brasil |
| Restart      | Indicado  | Brasil |

### Filme do Ano
| Indicado                          | Resultado | País           |
| --------------------------------- | --------- | -------------- |
| A Saga Crepúsculo - Lua Nova      | Venceu    | Estados Unidos |
| Avatar                            | Indicado  | Estados Unidos |
| Alice no País das Maravilhas      | Indicado  | Estados Unidos |
| Percy Jackson e o Ladrão de Raios | Indicado  | Estados Unidos |

### Gato do Ano
| Indicado         | Resultado | País   |
| ---------------- | --------- | ------ |
| Dudu Surita      | Venceu    | Brasil |
| Frederico Devito | Indicado  | Brasil |
| Fiuk             | Indicado  | Brasil |
| Ricardo Abarca   | Indicado  | México |

### Gata do Ano
| Indicado                | Resultado | País   |
| ----------------------- | --------- | ------ |
| Sabrina Sato            | Venceu    | Brasil |
| Claudia Colucci         | Indicado  | Brasil |
| Fernanda Helena Cardoso | Indicado  | Brasil |
| Grazi Massafera         | Indicado  | Brasil |

### Humorista Favorito
| Indicado       | Resultado | País   |
| -------------- | --------- | ------ |
| Marcius Melhem | Venceu    | Brasil |
| Evandro Santo  | Indicado  | Brasil |
| Marcelo Adnet  | Indicado  | Brasil |
| Marco Luque    | Indicado  | Brasil |

### Atleta Favorito
| Indicado    | Resultado | País   |
| ----------- | --------- | ------ |
| Neymar      | Venceu    | Brasil |
| César Cielo | Indicado  | Brasil |
| Júlio César | Indicado  | Brasil |
| Robinho     | Indicado  | Brasil |

### Livro Favorito
| Indicado                             | Resultado | País           |
| ------------------------------------ | --------- | -------------- |
| A Saga Crepúsculo – Eclipse          | Venceu    | Estados Unidos |
| Harry Potter e as Relíquias da Morte | Indicado  | Estados Unidos |
| Percy Jackson e o Ladrão de Raios    | Indicado  | Estados Unidos |
| Querido Diário Otário                | Indicado  | Estados Unidos |

### Twitter do Ano
| Indicado                        | Resultado | País   |
| ------------------------------- | --------- | ------ |
| Nickelodeon (@nickelodeonBR)    | Venceu    | Brasil |
| Fiuk (@fiuk)                    | Indicado  | Brasil |
| Capricho (@capricho)            | Indicado  | Brasil |
| Rafinha Bastos (@rafinhabastos) | Indicado  | Brasil |

### Game Favorito
| Indicado             | Resultado | País           |
| -------------------- | --------- | -------------- |
| New Super Mario Bros | Venceu    | Estados Unidos |
| FIFA 10              | Indicado  | Canadá         |
| Alice In Wonderland  | Indicado  | Estados Unidos |
| Toy Story 3          | Indicado  | Estados Unidos |

### Casal do Ano
| Indicado        | Programa             | Resultado | País           |
| --------------- | -------------------- | --------- | -------------- |
| Bella e Edward  | Crepúsculo           | Venceu    | Estados Unidos |
| Cris e Bernardo | Malhação ID          | Indicado  | Brasil         |
| Cosmo e Wanda   | Os Padrinhos Mágicos | Indicado  | Estados Unidos |
| Isa e Alex      | Isa TK+              | Indicado  | Venezuela      |

### Prêmio Ajude Seu Mundo
| Prêmio Ajude Seu Mundo |
| ---------------------- |
| Luciano Huck           |